# Escape (album Ram-Zet)
Escape – drugi album norweskiego zespołu avant-garde metalowego Ram-Zet,wydany w kwietniu 2002 roku przez wytwórnie Spinefarm Records i Century Media Records. Zespół wyprodukował ten album sam. Oni zarejestrowali i zbudowali to przy ich osobistym studiu w Norwegii, o nazwie Space Valley Studios.

## Twórcy
- Miriam Elisabeth "Sfinx" Renvåg – śpiew
- Küth – perkusja
- Magnus Østvang – instrumenty klawiszowe
- Henning "Zet" Ramseth – śpiew, gitara
- Solem – bas
- Ingvild "Sareeta" Johannesen – skrzypce

## Lista utworów
1. "R.I.P." – 8:54
2. "Queen" – 7:03
3. "The Claustrophobic Journey" – 7:54
4. "Sound of Tranquillity – Peace" – 8:41
5. "The Seeker" – 9:18
6. "Pray" – 6:59
7. "I'm Not Dead" – 6:38
8. "The Moment She Died" – 8:08